# Gatukök

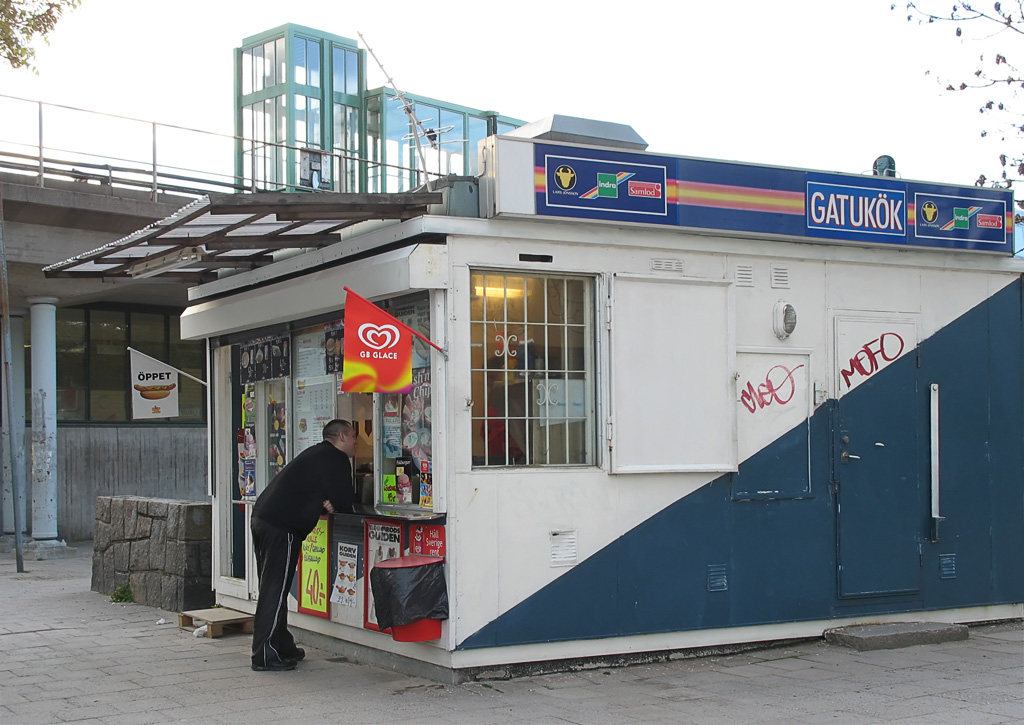
Ett gatukök i Bandhagen, Stockholm.

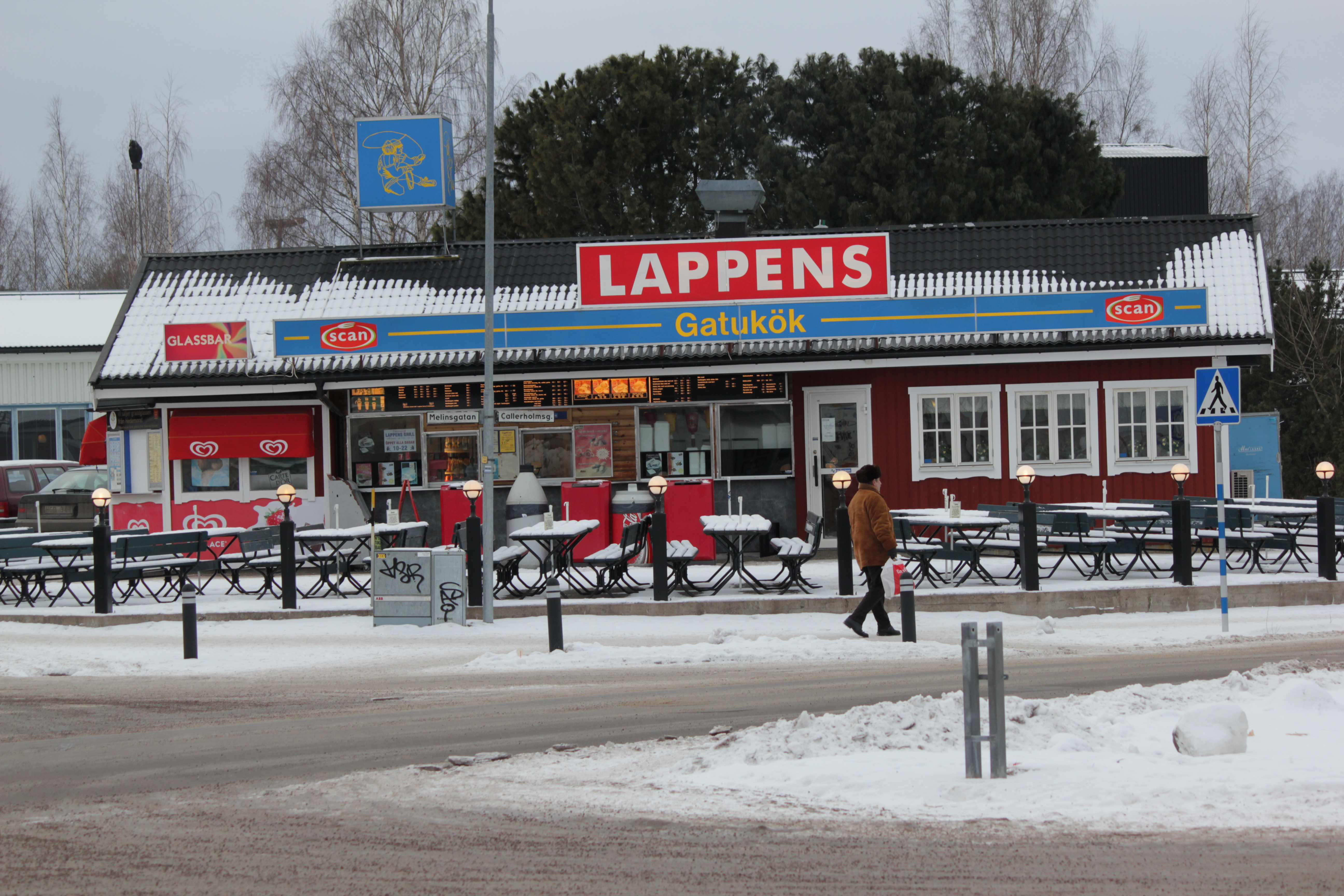
Ett gatukök i Hedemora.

Gatukök är en typ av kiosk som främst säljer enkla och snabblagade varmrätter, såsom snabbmat. Det är, vilket namnet antyder, ofta är beläget i anslutning till en större trafikerad gata, och därför ses som lämpligt rastställe för fotgängare och personer i motorfordon. Ordet finns i svensk skrift sedan 1965.
Ett gatukök kan vara i form av en korvkiosk eller grillkiosk och är vanligtvis mindre än en restaurang eller vägkrog. Maten äts vanligen med händerna eller på papperstallrik med engångsbestick.
Vanliga rätter som erbjuds i Sverige är bland annat grillkorv, varmkorv, mosbricka, hamburgare, pommes frites och ibland pizza. Ofta erbjuder gatuköken ett begränsat antal sittplatser med bord, där man kan förtära maten. Det brukar främst vara fråga om utomhusplatser, men större gatukök har även några inomhusplatser. Många gatukök säljer även vanliga kioskvaror.
Snabbmatskedjan Sibylla är ett exempel på gatukök.

## Snackbar
I flera språk förekommer ordet snackbar, i engelskan skrivet snack bar, som ofta har en vidare betydelse än gatukök och främst syftar på ett matställe som säljer tilltugg över disk.
Ordet snackbar finns även i svenska ordböcker. I svenskan kunde det under 1950-talet syfta på gatukök, men under 2000-talet syftar det snarare på (enkla) lunchrestauranger med självservering.